# El buen patrón
Pour plus de détails, voir Fiche technique et Distribution.
El buen patrón est un film espagnol réalisé par Fernando León de Aranoa, sorti en 2021.

## Synopsis
Julio Blanco, propriétaire charismatique d'une entreprise qui fabrique des balances industrielles dans une ville espagnole de province, attend la visite imminente d'une commission qui décidera de l’obtention d’un prix local d'excellence en affaires. Tout doit être parfait pour la visite.
Mais tout ne va pas se passer comme prévu.
José, comptable récemment licencié, s'installe à côté de l'entrée de l'usine avec banderoles assassines et un porte-voix pour crier des insultes chaque fois qu'il voit la voiture de son ex-patron. Miralles, son chef de production, rencontre de gros problèmes dans son couple qui l'amènent à faire de graves erreurs qui mettent la production à l'arrêt. Julio consacre beaucoup de temps à essayer de le réconcilier avec sa femme.
Julio Blanco a aussi une fâcheuse tendance à entretenir des relations intimes avec les jeunes et jolies stagiaires qui se succèdent au sein de l'entreprise. Il en va de même pour Liliana, une nouvelle recrue du service marketing. Lorsque sa femme lui apprend qu'elle est en fait la fille d'amis de la famille, Julio essaie de réduire la durée de son stage.
Après avoir essayé de se débarrasser de José de multiples façons, Julio finit par envoyer une bande de jeunes voyous dont fait partie Salva, le fils de son fidèle employé Fortuna. En se défendant, José tue le jeune homme. Julio finit également par licencier Miralles pour le remplacer par Khaled, son responsable de la logistique. De son côté, Liliana le piège devant sa femme pour le forcer à la nommer nouvelle cheffe du marketing.
Mais le jour de la visite de la commission, tout le monde est prêt pour donner la meilleure image de l'entreprise, et Julio a la satisfaction de recevoir le prix tant convoité.

## Fiche technique
Sauf indication contraire, les informations mentionnées dans cette section peuvent être confirmées par la base de données cinématographiques IMDb,  présente dans la section « Liens externes ».
- Titre français : El buen patrón
- Réalisation et scénario : Fernando León de Aranoa
- Musique : Zeltia Montes
- Photographie : Pau Esteve Birba
- Montage : Vanessa Marimbert
- Pays de production :  Espagne
- Langue originale : espagnol
- Format : couleur — 2,39:1
- Genre : comédie dramatique
- Durée : 120 minutes
- Dates de sortie :
  - Espagne : 21 septembre 2021 (Festival international du film de Saint-Sébastien 2021) ; 15 octobre 2021 (sortie nationale)
  - France : 8 mars 2022 (Festival du cinéma espagnol de Nantes)[1],[2] ; 22 juin 2022 (sortie nationale)

## Distribution
- Javier Bardem (VF : Jérémie Covillault) : Blanco, le chef d'entreprise
- Manolo Solo (VF : Xavier Béja) : Miralles, le chef de production
- Almudena Amor (es) (VF : Sarah Barzyk) : Liliana Urbina, la stagiaire du service marketing
- Óscar de la Fuente (VF : Yann Le Madic) : José, le comptable licencié
- Sonia Almarcha (VF : Ethel Houbiers) : Adela, l'épouse de Julio
- Fernando Albizu (es) (VF : Bruno Magne) : Román, l'agent de sécurité
- Tarik Rmili (VF : Fayçal Safi) : Khaled Ben Bachir Lbahi, le responsable de la logistique
- Rafa Castejón (VF : Philipp Weissert) : Rubio
- Celso Bugallo (VF : Marc Perez) : Fortuna, un ouvrier
- Francesc Orella (VF : Marc Perez) : Alejandro, le père de Liliana
- Martín Páez : Salva, le fils de Fortuna
- Yael Belicha (VF : Isabelle Sempéré) : Inés, la secrétaire
- Mara Guil (VF : Julie Dumas) : Aurora, l'épouse de Miralles
- Nao Albet (es) : Albert, le chef du marketing
- María de Nati : Ángela, une autre stagiaire
- Daniel Chamorro (es) : le journaliste

 Source et légende : version française (VF) sur RS Doublage et carton de doublage français.

## Accueil

### Accueil critique
En France, le site Allociné donne une note moyenne de 3,6⁄5 à partir de l'interprétation des critiques de presse recensées.

### Box-office
| Pays ou région | Box-office      | Date d'arrêt du box-office | Nombre de semaines |
| -------------- | --------------- | -------------------------- | ------------------ |
| France         | 166 705 entrées | 19 octobre 2022            | 17 (en cours)      |
| Espagne        | 4 331 817 $     | -                          | -                  |
| Total mondial  | 7 255 936 $     | -                          | -                  |

## Distinctions

### Récompenses
- Prix Feroz 2022 :
  - Meilleure comédie ;
  - Meilleur scénario ;
  - Meilleur acteur pour Javier Bardem.
- Goyas 2022 :
  - meilleur film ;
  - meilleur réalisateur ;
  - meilleur acteur pour Javier Bardem ;
  - meilleur scénario original ;
  - meilleur montage ;
  - meilleure musique originale.
- Prix Platino 2022[7] :
  - meilleur film de fiction ;
  - meilleur réalisateur ;
  - meilleur scénario ;
  - meilleur acteur pour Javier Bardem.
- Prix du cinéma européen 2022 : meilleure comédie

### Nominations
- Goyas 2022 :
  - meilleur acteur dans un second rôle pour Celso Bugallo, Fernando Albizu (es) et Manolo Solo ;
  - meilleure actrice dans un second rôle pour Sonia Almarcha ;
  - meilleur espoir masculin pour Óscar de la Fuente et Tarik Rmili ;
  - meilleur espoir féminin pour Almudena Amor (es) ;
  - meilleure direction de production ;
  - meilleure photographie ;
  - meilleure direction artistique ;
  - meilleurs costumes ;
  - meilleurs maquillages et coiffures ;
  - meilleur son ;
  - meilleurs effets spéciaux.
- Prix Platino 2022 :
  - meilleure actrice dans un second rôle pour Almudena Amor (es) ;
  - meilleur acteur dans un second rôle pour Manolo Solo ;
  - meilleure musique ;
  - meilleure photographie ;
  - meilleure direction artistique ;
  - meilleur montage ;
  - meilleur son.

### Sélections
- Festival international du film de Saint-Sébastien 2021 : en compétition
- Festival du cinéma espagnol de Nantes 2022 : en compétition[2]
- Reflets du cinéma ibérique et latino-américain de Villeurbanne : avant-première[8]